# خاندان دربندی
خاندان دربندی‌ها شاخه‌ای از شروان‌شاهان بودند. نام این خاندان به شهر دربند قفقاز اشاره دارد. 
امارت دربند از سال ۸۶۹ میلادی در حاکمیت خاندانی محلی از هاشمی‌ها بود اما شروان‌شاهان بارها به این امارت حمله می‌بردند. گاه دربند به عنوان تیول به پسران و برادران شاه اعطا می‌شد. در سال ۱۰۶۵ دربند به‌دست فریبرز به‌طور کامل جزئی از شروان شد. 
شاهزاده سلطان محمد شروانی والی دربند بود و پسر او ابراهیم یکم نخستین شاه خاندان دربندی بود.
در تاریخ شروان تا قبل از سال ۷۸۰هـ ق. ـ سه طبقه یا خاندان از شروانشاهان زمام کار را بدست گرفته بودند. با جلوس شیخ ابراهیم دربندی بر تخت سلطنت این منطقه، حکومت آخرین طبقه از شروانشاهان آغاز شد که تا زمان سقوط شروانشاه شاهرخ بن سلطان فرخ در۹۴۵. ـه ق بدست طهماسب اول صفوی روی کار بودند. به‌رغم سکوت منابع، می‌توان این گونه حدس زد که اسلاف شیخ ابراهیم تحت نظر شروانشاهان خاقانی بر دربند حکومت داشته‌اند.

## روابط خارجی
آغاز حکومت سلاله دوم شروانشاهان دربندی در شروان، با یورش‌های تیموری هم‌زمان بود. شیخ ابراهیم دربندی (۸۲۱ _ ۷۸۰ هـ. ق _ ۱۴۱۸ _ ۱۳۷۸ م)، بنیان‌گذار سلسله محلی مذکور و دو تن از جانشینان او توانستند با تنظیم روابط خارجی، بیش از یک قرن دولت محلی شروان را در مقابل امپراتوری‌های قدرتمند تیموری و ترکمن‌ها محافظت کنند. شیخ ابراهیم به حاکمیت تیمور گردن نهاد و خلیل‌الله نیز، هم با تیموریان و هم آق‌قویونلوها رابطه دوستانه‌ای برقرار کرد.
فرخ یسار، جانشین خلیل‌الله از تابعیت تیموریان سرباز زد و به تدریج به قرابت سیاسی و سببی با آق قویونلوها روی آورد. سرانجام ضعف روزافزون مهم‌ترین متحد شروانشاه، یعنی آق‌قویونلوها و نیز قدرت پویای معنوی– دنیوی شیوخ صفویه در سال ۹۴۵ هـ. ق /۱۵۳۸ م. به دوره درخشان روابط خارجی آن دولت محلی و عمر خاندان دربندی خاتمه داد. این تحقیق در پی اثبات این فرضیه است که در این دوره سیاست خارجی شروانشاهان دربندی در قبال دولت‌ها و امپراتوری‌های بزرگ منطقه تا حد زیادی مثبت و سازنده بوده‌است.